# Ana María Picchio
Ana María Picchio (Floresta, Buenos Aires; 30 de marzo de 1946) es una primera actriz argentina de cine, teatro y televisión, una de las más destacadas y populares de su generación.

## Trayectoria
Egresada del Conservatorio Nacional de Arte Dramático, debutó en teatro en 1965 con Los prójimos de Carlos Gorostiza iniciando una prestigiosa carrera teatral primero y cinematográfica después, obteniendo diversos premios nacionales e internacionales.
Entre las obras en las que ha destacado figuran las películas La tregua, primera película argentina nominada para un Premio Óscar, Chechechela, una chica de barrio (1986) y Breve cielo (1969). 
En cine ganó el Cóndor de Plata y el San Jorge de Plata del Festival de Moscú como mejor actriz por Breve cielo  y nuevamente el Cóndor de Plata como mejor actriz por Chechechela, una chica de barrio.
En teatro no solo se lució como actriz en piezas de Arthur Miller, Henrik Ibsen, Valle Inclán, Neil Simon, Wajdi Mouawad, Oscar Viale y otros sino también, en 1987, tuvo la oportunidad de hacerlo como vedette junto a Antonio Gasalla en el Teatro Maipo.
En 1991 fue merecedora del Premio Konex de platino a la trayectoria y en 2014 el Premio Cóndor de Plata por su carrera.
En 2022, la actriz realiza Amor de cine, un emotivo trabajo basado en una carta que recibió de un excombatiente de Malvinas. Dirigido por Francisco Suárez, relata una serie de experiencias de la guerra en una carta póstuma a la actriz, ya que después de enviarla murió en el ARA General Belgrano junto a sus compañeros.

## Trabajos

### Cine
| Películas     | Películas                           | Películas        | Películas | Películas | Películas | Películas | Películas | Películas | Películas | Películas | Películas | Películas | Películas | Películas | Películas | Películas | Películas | Películas | Películas | Películas | Películas | Películas | Películas | Películas | Películas | Películas | Películas | Películas | Películas | Películas |
| Año           | Título                              | Personaje        |           |           |           |           |           |           |           |           |           |           |           |           |           |           |           |           |           |           |           |           |           |           |           |           |           |           |           |           |
| ------------- | ----------------------------------- | ---------------- | --------- | --------- | --------- | --------- | --------- | --------- | --------- | --------- | --------- | --------- | --------- | --------- | --------- | --------- | --------- | --------- | --------- | --------- | --------- | --------- | --------- | --------- | --------- | --------- | --------- | --------- | --------- | --------- |
| 2022          | Guía para muertos recientes         |                  |           |           |           |           |           |           |           |           |           |           |           |           |           |           |           |           |           |           |           |           |           |           |           |           |           |           |           |           |
| 2015          | Lo que nunca nos dijimos            | Cecilia "Ceci"   |           |           |           |           |           |           |           |           |           |           |           |           |           |           |           |           |           |           |           |           |           |           |           |           |           |           |           |           |
| 2015          | El espejo de los otros              | Elsa Poedo Maní  |           |           |           |           |           |           |           |           |           |           |           |           |           |           |           |           |           |           |           |           |           |           |           |           |           |           |           |           |
| 2014          | Angelita la doctora                 | Angelita         |           |           |           |           |           |           |           |           |           |           |           |           |           |           |           |           |           |           |           |           |           |           |           |           |           |           |           |           |
| 2014          | Amapola                             | Verónica         |           |           |           |           |           |           |           |           |           |           |           |           |           |           |           |           |           |           |           |           |           |           |           |           |           |           |           |           |
| 2013          | Cuando yo te vuelva a ver           | Margarita        |           |           |           |           |           |           |           |           |           |           |           |           |           |           |           |           |           |           |           |           |           |           |           |           |           |           |           |           |
| 2011          | La cola                             | Susana           |           |           |           |           |           |           |           |           |           |           |           |           |           |           |           |           |           |           |           |           |           |           |           |           |           |           |           |           |
| 2010          | Cómo se hizo el exilio de Gardel    | Mirta            |           |           |           |           |           |           |           |           |           |           |           |           |           |           |           |           |           |           |           |           |           |           |           |           |           |           |           |           |
| 2007          | Stanley                             | Alma             |           |           |           |           |           |           |           |           |           |           |           |           |           |           |           |           |           |           |           |           |           |           |           |           |           |           |           |           |
| 2001          | Nada por perder                     | Enfermera        |           |           |           |           |           |           |           |           |           |           |           |           |           |           |           |           |           |           |           |           |           |           |           |           |           |           |           |           |
| 1999          | El mar de Lucas                     | Clara            |           |           |           |           |           |           |           |           |           |           |           |           |           |           |           |           |           |           |           |           |           |           |           |           |           |           |           |           |
| 1998          | Fuga de cerebros                    | Madre de Fideo   |           |           |           |           |           |           |           |           |           |           |           |           |           |           |           |           |           |           |           |           |           |           |           |           |           |           |           |           |
| 1997          | Pequeños milagros                   | Madre de Rosalía |           |           |           |           |           |           |           |           |           |           |           |           |           |           |           |           |           |           |           |           |           |           |           |           |           |           |           |           |
| 1997          | Martín (Hache)                      | Blanca           |           |           |           |           |           |           |           |           |           |           |           |           |           |           |           |           |           |           |           |           |           |           |           |           |           |           |           |           |
| 1993          | Perdido por perdido                 | Clara            |           |           |           |           |           |           |           |           |           |           |           |           |           |           |           |           |           |           |           |           |           |           |           |           |           |           |           |           |
| 1990          | Después de la tormenta              | Amelia           |           |           |           |           |           |           |           |           |           |           |           |           |           |           |           |           |           |           |           |           |           |           |           |           |           |           |           |           |
| 1986          | Chechechela, una chica de barrio    | Chechela         |           |           |           |           |           |           |           |           |           |           |           |           |           |           |           |           |           |           |           |           |           |           |           |           |           |           |           |           |
| 1986          | Pobre mariposa                      | Irma             |           |           |           |           |           |           |           |           |           |           |           |           |           |           |           |           |           |           |           |           |           |           |           |           |           |           |           |           |
| 1986          | La mayoría silenciada               | Donatella        |           |           |           |           |           |           |           |           |           |           |           |           |           |           |           |           |           |           |           |           |           |           |           |           |           |           |           |           |
| 1985          | El exilio de Gardel (Tangos)        | Ana              |           |           |           |           |           |           |           |           |           |           |           |           |           |           |           |           |           |           |           |           |           |           |           |           |           |           |           |           |
| 1985          | La cruz invertida                   | Magdalena        |           |           |           |           |           |           |           |           |           |           |           |           |           |           |           |           |           |           |           |           |           |           |           |           |           |           |           |           |
| 1985          | Tacos altos                         | Herminda         |           |           |           |           |           |           |           |           |           |           |           |           |           |           |           |           |           |           |           |           |           |           |           |           |           |           |           |           |
| 1985          | El rigor del destino                | Amelia           |           |           |           |           |           |           |           |           |           |           |           |           |           |           |           |           |           |           |           |           |           |           |           |           |           |           |           |           |
| 1985          | Los días de junio                   | Delia            |           |           |           |           |           |           |           |           |           |           |           |           |           |           |           |           |           |           |           |           |           |           |           |           |           |           |           |           |
| 1985          | Adiós, Roberto                      | Marta            |           |           |           |           |           |           |           |           |           |           |           |           |           |           |           |           |           |           |           |           |           |           |           |           |           |           |           |           |
| 1985          | El sol en botellitas                | Celia            |           |           |           |           |           |           |           |           |           |           |           |           |           |           |           |           |           |           |           |           |           |           |           |           |           |           |           |           |
| 1984          | Asesinato en el Senado de la Nación | Juana "Juanita"  |           |           |           |           |           |           |           |           |           |           |           |           |           |           |           |           |           |           |           |           |           |           |           |           |           |           |           |           |
| 1983          | Un hombre de arena                  | Vera             |           |           |           |           |           |           |           |           |           |           |           |           |           |           |           |           |           |           |           |           |           |           |           |           |           |           |           |           |
| 1981          | Sentimental (Requiem para un amigo) | Chica (cameo)    |           |           |           |           |           |           |           |           |           |           |           |           |           |           |           |           |           |           |           |           |           |           |           |           |           |           |           |           |
| 1979          | De cara al cielo                    | Rosa             |           |           |           |           |           |           |           |           |           |           |           |           |           |           |           |           |           |           |           |           |           |           |           |           |           |           |           |           |
| 1975          | La Raulito                          | Vara             |           |           |           |           |           |           |           |           |           |           |           |           |           |           |           |           |           |           |           |           |           |           |           |           |           |           |           |           |
| 1975          | Los días que me diste               | Alicia           |           |           |           |           |           |           |           |           |           |           |           |           |           |           |           |           |           |           |           |           |           |           |           |           |           |           |           |           |
| 1974          | La tregua                           | Laura Avellaneda |           |           |           |           |           |           |           |           |           |           |           |           |           |           |           |           |           |           |           |           |           |           |           |           |           |           |           |           |
| 1974          | Los golpes bajos                    | Juana            |           |           |           |           |           |           |           |           |           |           |           |           |           |           |           |           |           |           |           |           |           |           |           |           |           |           |           |           |
| 1972          | Operación Masacre                   | Margarita Bolson |           |           |           |           |           |           |           |           |           |           |           |           |           |           |           |           |           |           |           |           |           |           |           |           |           |           |           |           |
| 1972          | La sartén por el mango              | Andrea           |           |           |           |           |           |           |           |           |           |           |           |           |           |           |           |           |           |           |           |           |           |           |           |           |           |           |           |           |
| 1972          | La pandilla inolvidable             | Chirola          |           |           |           |           |           |           |           |           |           |           |           |           |           |           |           |           |           |           |           |           |           |           |           |           |           |           |           |           |
| 1971          | Santos Vega                         | Gabriela         |           |           |           |           |           |           |           |           |           |           |           |           |           |           |           |           |           |           |           |           |           |           |           |           |           |           |           |           |
| 1970          | El habilitado                       | Paula            |           |           |           |           |           |           |           |           |           |           |           |           |           |           |           |           |           |           |           |           |           |           |           |           |           |           |           |           |
| 1970          | El Santo de la espada               | Mulata           |           |           |           |           |           |           |           |           |           |           |           |           |           |           |           |           |           |           |           |           |           |           |           |           |           |           |           |           |
| 1969          | Breve cielo                         | Delia            |           |           |           |           |           |           |           |           |           |           |           |           |           |           |           |           |           |           |           |           |           |           |           |           |           |           |           |           |
| Cortometrajes |                                     |                  |           |           |           |           |           |           |           |           |           |           |           |           |           |           |           |           |           |           |           |           |           |           |           |           |           |           |           |           |
| 2014          | 100 de cine Argentino               | Secuestrada      |           |           |           |           |           |           |           |           |           |           |           |           |           |           |           |           |           |           |           |           |           |           |           |           |           |           |           |           |
| 1995          | Danessa                             | Danessa          |           |           |           |           |           |           |           |           |           |           |           |           |           |           |           |           |           |           |           |           |           |           |           |           |           |           |           |           |

### Televisión
| 2020      | Vis a vis: El oasis         | Ama Castro                                                        |
| 2019      | El marginal                 | Estela Morales                                                    |
| 2015-2016 | Esperanza mía               | Concepción                                                        |
| 2013      | Solamente vos               | Rosita viuda de Andrés                                            |
| 2012      | Sos mi hombre               | Marta / Mirta                                                     |
| 2012      | Condicionados               | Vilma                                                             |
| 2011      | El hombre de tu vida        | Luján                                                             |
| 2009      | Enséñame a vivir            | Pomona                                                            |
| 2008      | Mujeres asesinas 4          | Thelma "Ep2: Thelma, impaciente"                                  |
| 2007-2008 | Mujeres de nadie            | Zulema Nilda Garreto                                              |
| 2006      | Mujeres asesinas 2          | Chela "Ep18: Mercedes, virgen"                                    |
| 2006      | Amas de casa desesperadas   | Sofía Cicarelli                                                   |
| 2006      | Gladiadores de Pompeya      | Mabel Komanechi                                                   |
| 2005      | Mujeres asesinas            | Stella "Ep10: Stella O., huérfana emocional"                      |
| 2004      | Panadería "Los Felipe"      | Betiatriz "Bety" de Miñon                                         |
| 2004      | Los de la esquina           | Graciela Cervantes                                                |
| 2004      | Los Roldán                  | Ella misma (cameo)                                                |
| 2003      | Costumbres argentinas       | Carmen de Rosetti                                                 |
| 2002      | Infieles                    | Marga "Ep6: La última oportunidad"                                |
| 2000      | Los buscas de siempre       | Argentina "Titina" Ferrer                                         |
| 1999      | Mamitas                     | Daniela Robledo                                                   |
| 1998      | Como vos y yo               | Mónica                                                            |
| 1997-1998 | De corazón                  | Mercedes "Mecha"                                                  |
| 1996      | Un solitario corazón        | Paula                                                             |
| 1996      | Al final de la verdad       | Laura Mijares                                                     |
| 1995      | Alta comedia                | Varios                                                            |
| 1994      | La marca del deseo          | Lorenza Murillo                                                   |
| 1994      | Sin condena                 | Nora                                                              |
| 1994      | Son de Diez                 | Natalia                                                           |
| 1994      | Con alma de tango           | Moreira D'Aura                                                    |
| 1993      | Zona de riesgo              | Varios                                                            |
| 1993      | Diosas y Reinas             | Almendra                                                          |
| 1993      | Una gloria nacional         | Hortensia Panadero                                                |
| 1992      | Encadenada                  | Berta Moncada                                                     |
| 1990      | La bonita página            | Mary                                                              |
| 1989      | La última esperanza         | Elena Carranza                                                    |
| 1988      | Vendedoras de Lafayette     | Alicia Morales                                                    |
| 1988      | Los porteños                | Elvira de Olmos                                                   |
| 1987      | Vínculos                    | Rita                                                              |
| 1987      | Ficciones                   | Varios                                                            |
| 1987      | Compromiso                  | Varios                                                            |
| 1987      | Cuentos para ver            | Varios                                                            |
| 1987      | Nosotros y los miedos       | Varios                                                            |
| 1987      | La comedia del domingo      | Varios                                                            |
| 1986      | Frente al sol               | Ángela Sandoval                                                   |
| 1986      | Cuando yo te vuelva a ver   | Ana                                                               |
| 1985      | Juana iris                  | Marina                                                            |
| 1983      | Lista negra                 | Sara                                                              |
| 1982      | Por siempre enamorados      | Lucía Almagran                                                    |
| 1981      | Comedia para vivir          | Varios                                                            |
| 1980      | Hola Pelusa                 | Pelusa                                                            |
| 1979      | Andrea Celeste              | Laura Ledesma / María Luisa Vertis vda. de Gonzalo / de Arosamena |
| 1978      | Renato                      | Ramona Krueguer                                                   |
| 1977      | El humor de Niní Marshall   | Varios                                                            |
| 1977      | Tiempo de vivir             | Varios                                                            |
| 1975      | Alguien por quien vivir     | Lujan Montero                                                     |
| 1975      | Las fieras                  | Ana Berrison                                                      |
| 1975      | El inglés de los güesos     | Balbina                                                           |
| 1974      | La casa, el teatro y usted  | Varios                                                            |
| 1974      | Vermouth teatro Argentino   | Varios                                                            |
| 1974      | El teatro de Jorge Salcedo  | Varios                                                            |
| 1973      | Los protagonista            | Victoria                                                          |
| 1973      | Tarde cine y teatro         | Varios                                                            |
| 1971      | Los grandes relatos         | Varios                                                            |
| 1970-1972 | Las grande novelas          | Varios                                                            |
| 1970      | Uno entre nosotros          | Carina                                                            |
| 1970      | Esta noche miedo            | Fernanda                                                          |
| 1969      | Abelardo Pardales           | Emilia Pardales                                                   |
| 1968      | Cadenas de dolor            | Sofía                                                             |
| 1966      | Teatro de Alfredo Alcón     | Varios                                                            |
| 1965      | Pasión de noche             | Gina Moreno                                                       |
| 1964      | El amor tiene cara de mujer | Alina                                                             |

### Teatro
- Perdidamente (2021-2024)
- Plaza suite (2018)
- Franciscus[8] (2016)
- Incendios (2013)
- Hembras, un encuentro de mujeres notables (2012)
- Todos eran mis hijos (2010-2011)
- Tango turco (2009)
- Un día muy particular (2007)
- El pan de la locura (2005-2006)
- Made in Lanús (2001-2003)
- El mágico mundo de los cuentos (1996)
- Algo en común (1995)
- Juana Azurduy (1994)
- Pijamas (1992)
- Y... ¿Dónde están mis pantalones? (1991)
- Extraña pareja (1989)
- El protagonista (1988-1989)
- Yo amo Carlos Paz (1988)
- Gasalla es el Maipo y el Maipo es Gasalla (1987)
- El último pasaje (1981)
- Mujeres (1979)
- Encantada de conocerlo (1978)
- Casa de muñecas (1973)
- Mea culpa (1972)
- Luces de bohemia (1967)
- Víctor o los niños en el poder (1967)
- Atracción Fatal (1966)
- Acerca de Chevalier (1966)
- Judith y Holofernes (1965)
- Una viuda difícil (1965)
- Los prójimos (1964)

## Premios y nominaciones

### Premios Cóndor de Plata
| Año  | Categoría                        | Trabajo nominado                 | Resultado |
| ---- | -------------------------------- | -------------------------------- | --------- |
| 1970 | Mejor actriz                     | Breve cielo                      | Ganadora  |
| 1987 | Mejor actriz                     | Chechechela, una chica de barrio | Ganadora  |
| 1994 | Mejor actriz de reparto          | Perdido por perdido              | Nominada  |
| 1999 | Mejor actriz de reparto          | Fuga de cerebros                 | Nominada  |
| 2014 | Mejor actriz                     | Cuando yo te vuelva a ver        | Nominada  |
| 2014 | Cóndor de Plata a la trayectoria | Cóndor de Plata a la trayectoria | Ganadora  |

### Festival de Cine de Moscú
| Año  | Categoría                            | Resultado |
| ---- | ------------------------------------ | --------- |
| 1970 | San Jorge de Plata a la mejor actriz | Ganadora  |

### Premio Martín Fierro
| Año  | Categoría                             | Trabajo nominado          | Resultado |
| ---- | ------------------------------------- | ------------------------- | --------- |
| 1987 | Actriz protagonista Dramática         | Cuando yo te vuelva a ver | Nominada  |
| 1990 | Actriz protagonista Dramática         | La bonita página          | Ganadora  |
| 1995 | Actriz protagonista Dramática         | Alta comedia              | Nominada  |
| 1998 | Actriz protagonista Dramática         | De corazón                | Nominada  |
| 2007 | Participación especial en Ficción     | El tiempo no para         | Nominada  |
| 2008 | Actriz de reparto en Drama            | Mujeres de nadie          | Nominada  |
| 2009 | Actriz de reparto en Drama            | Mujeres de nadie          | Nominada  |
| 2010 | Actriz de reparto en Comedia          | Enseñame a vivir          | Nominada  |
| 2013 | Participación especial en Ficción     | Condicionados             | Ganadora  |
| 2016 | Actriz protagonista en Ficción diaria | Esperanza mía             | Nominada  |

### Premio Konex
| Año  | Categoría                                           | Resultado |
| ---- | --------------------------------------------------- | --------- |
| 1981 | Diploma al Mérito: Actriz dramática en radio y TV   | Ganadora  |
| 1991 | Konex de Platino Actriz de comedia en cine y teatro | Ganadora  |